# Elezioni federali in Germania del 2002
Le elezioni federali in Germania del 2002 si tennero il 22 settembre per il rinnovo del Bundestag.

## Campagna elettorale
La campagna elettorale, si concentrò soprattutto sui temi economici. La CDU\CSU, guidata dal cristiano-sociale Edmund Stoiber accusò il governo socialdemocratico di aver alzato le imposte e di non aver garantito al paese un'adeguata crescita economica. Il socialdemocratici, dall'altra parte, puntarono sull'opposizione del governo alla guerra in Iraq e sul carisma personale del cancelliere uscente Gerhard Schröder.

## Risultati
| Liste                                         | Maggioritario | Maggioritario | Maggioritario | Proporzionale | Proporzionale | Proporzionale | Totale seggi |
| Liste                                         | Voti          | %             | Seggi         | Voti          | %             | Seggi         | Totale seggi |
| --------------------------------------------- | ------------- | ------------- | ------------- | ------------- | ------------- | ------------- | ------------ |
| Partito Socialdemocratico di Germania (SPD)   | 20.059.967    | 41,93         | 171           | 18.488.668    | 38,52         | 80            | 251          |
| Unione Cristiano Democratica (CDU)            | 15.336.512    | 32,06         | 82            | 14.167.561    | 29,52         | 108           | 190          |
| Unione Cristiano-Sociale (CSU)                | 4.311.178     | 9,01          | 43            | 4.315.080     | 8,99          | 15            | 58           |
| Alleanza 90/I Verdi                           | 2.693.794     | 5,63          | 1             | 4.110.355     | 8,56          | 54            | 55           |
| Partito Liberale Democratico (FDP)            | 2.752.796     | 5,75          | -             | 3.538.815     | 7,37          | 47            | 47           |
| Partito del Socialismo Democratico (PDS)      | 2.079.203     | 4,35          | 2             | 1.916.702     | 3,99          | -             | 2            |
| Offensiva dello Stato di Diritto              | 120.330       | 0,25          | -             | 400.476       | 0,83          | -             | -            |
| I Repubblicani                                | 55.947        | 0,12          | -             | 280.671       | 0,58          | -             | -            |
| Partito Nazionaldemocratico di Germania       | 103.209       | 0,22          | -             | 215.232       | 0,45          | -             | -            |
| Partito per la Protezione degli Animali       | 8.858         | 0,02          | -             | 159.655       | 0,33          | -             | -            |
| I Grigi - Pantere Grigie                      | 75.490        | 0,16          | -             | 114.224       | 0,24          | -             | -            |
| Partito dei Cristiani Osservanti della Bibbia | 71.106        | 0,15          | -             | 101.645       | 0,21          | -             | -            |
| Partito Ecologico-Democratico                 | 56.593        | 0,12          | -             | 56.898        | 0,12          | -             | -            |
| Altri <0,10%                                  | 116.741       | 0,24          | -             | 130.498       | 0,27          | -             | -            |
| Totale                                        | 47.841.724    |               | 299           | 47.996.480    |               | 304           | 603          |

## Conseguenze
La coalizione SPD\I Verdi, riuscì, nonostante un calo dei voti per il partito socialdemocratico, a mantenere il governo del paese. Il governo Schröeder, tuttavia, cadde, a seguito di un voto di sfiducia del Bundestag, nel 2005, portando il paese ad elezioni anticipate.